# Gangneung Ice Arena
De Gangneung Ice Arena (Koreaans: 강릉 아이스 아레나) is een ijshal in Gangneung in Zuid-Korea. De hal wordt gebruikt voor het shorttrack en kunstrijden tijdens de Olympische Spelen van Pyeongchang.